# 小行星8564
小行星8564（8564 Anomalocaris，奇蝦小行星）是一颗绕太阳运转的小行星，为主小行星带小行星。该小行星于1995年10月17日发现。
以其外觀似奇蝦眼部而得名。

## 轨道参数
小行星8564的轨道半长轴为3.2522757 UA，离心率为0.114。